# Verrasztó Dávid
Verrasztó Dávid (Budapest, 1988. augusztus 22. –) kétszeres világbajnoki ezüstérmes, háromszoros Európa-bajnok magyar úszó.

## Pályafutása
2003-ban az Európai ifjúsági olimpiai fesztivál szerzett két aranyérmet. A 2005-ös ifjúsági Eb-n 200 és 400 m vegyesen első, 200 m háton hetedik volt. A rövid pályás Eb-n 400 m vegyesen csak az egy nemzetbeli sportolók korlátozása miatt nem úszhatott a döntőben. A 2006-os ifjúsági Európa-bajnokságon 400 m vegyesen ezüst-, 200 m vegyesen bronzérmes volt. Az úszó Eb-n 400 m gyorson 27., 400 m vegyesen nyolcadik lett. A rövid pályás Eb-n 400 m vegyesen negyedik, 1500 m gyorson hatodik, 200 m gyorson 48. volt.
A 2007-es világbajnokságon 400 m gyorson 25., 200 m pillangón 25., 1500 m gyorson -országos csúccsal- 19. volt. A rövid pályás Eb-n 1500 m gyorson 9. volt.
A 2008-as Európa-bajnokságon 200 m és 400 m vegyesen is továbbjutott volna a selejtezőből, de a nemzetek mennyiségi korlátja miatt nem folytathatta. 400 m gyorson 20., 1500 m gyorson kilencedik helyen végzett. Az olimpiai szereplést lemondta, mert a szövetségi kapitány tartalékként vette figyelembe a magyar csapatban. A rövid pályás Európa-bajnokságon 200 m vegyesen 17., 400 m vegyesen negyedik, 1500 m gyorson hetedik lett.
A 2009-es rövid pályás úszó-Európa-bajnokságon Isztambulban a 400 méteres vegyesúszásban 4:00.10-es eredményével Cseh László mögött ezüstérmes lett. 200 m vegyesen tizedik, 1500 m gyorson 17. volt.
A Európa-bajnokságon 400 méteres vegyesúszásban ezüstérmet nyert, a számot Cseh László nyerte. Ugyanitt 200 méter vegyesen hatodik lett.
A 2010-es rövid pályás úszó-Európa-bajnokságon 400 méteres vegyesúszásban aranyérmet szerzett. 200 méter vegyesen és 200 méter pillangón hetedik volt. A rövid pályás világbajnokságon 100 m pillangón 54., 400 m vegyesen negyedik, 200 m vegyesen 16., 200 m pillangón 19. helyen végzett.
A 2011-es világbajnokságon 200 méter vegyesen 15., 400 méter vegyesen hatodik volt. A rövid pályás Eb-n 400 méter vegyesen második volt. 200 méter pillangón kilencedik volt a selejtezőben, de harmadik magyarként nem jutott tovább.
A Magyar Úszó Szövetség (MÚSZ) fegyelmi bizottsága 2012 januárjában kilenc hónapra eltiltotta az „úszással kapcsolatos sporttevékenységtől”, mivel a szczecini rövid pályás úszó-Európa-bajnokság nem hivatalos záróbankettjén megütötte versenyzőtársát, Gyurta Gergelyt. A MÚSZ két évre felfüggesztette a büntetést (így ott lehet a 2012-es londoni olimpián), továbbá – mellékbüntetésként – 500 ezer forint erejéig megvonták az edzőtáborozásokkal kapcsolatos költségmentességet.
A 2012-es Európa-bajnokságon 200 méter vegyesen hatodik, 200 méter háton 22., 400 méter vegyesen második volt. Az olimpián 400 méter vegyesen 22. helyen végzett. 200 méter vegyesen a 35. helyen zárt.
A 2012-es rövid pályás Európa-bajnokságon 200 méter vegyesen ötödik helyen jutott a döntőbe, ahol hatodik lett. 400 méter vegyesen másodikként lett döntős, ahol ezüstérmet szerzett. 200 méter pillangón ötödik lett a selejtezőben, de harmadik magyarként nem juthatott be a döntőbe. 200 méter mellen negyedikként jutott a döntőbe, ahol nyolcadik lett. A 2012-es rövid pályás úszó-világbajnokságon 100 m vegyesen 24., 200 m vegyesen 12., 400 m vegyesen harmadik volt.
A 2013-as úszó-világbajnokságon 400 méter vegyesen ötödik lett a selejtezőben, hatodik a döntőben. Októberben meghívást kapott az Európa-válogatottba, az amerikaiak elleni viadalra. A rövid pályás Európa-bajnokságon 200 méter vegyesen hetedik lett. 400 méter vegyesen aranyérmes lett. 200 méter mellen a 10. helyen csapott célba.
A 2014-es úszó-Európa-bajnokságon 200 m háton 14., 200 m vegyesen kilencedik, 400 m vegyesen első lett. A 2014-es rövid pályás úszó-világbajnokságon 200 m pillangón 14., 200 m vegyesen 10., 400 m vegyesen harmadik lett. A 2015-ös úszó-világbajnokságon 400 m vegyesen ezüstérmet nyert. 2015 novemberében negyedik lett a világkupa összetett értékelésében. A 2015-ös rövid pályás úszó-Európa-bajnokságon 200 m pillangón 8., 400 m vegyesen első helyen végzett. A 2016-os úszó-Európa-bajnokságon 400 m vegyesen aranyérmes lett.
A 2016. évi nyári olimpiai játékokon 400 méteres vegyesúszásban nem jutott döntőbe, majd ezt követően a 200 méteres vegyesúszás előfutamaitól visszalépett, és hazautazott az ötkarikás játékokról.
A 2018-as Európa-bajnokságon 400 méter vegyesen aranyérmes lett. A 2019-es világbajnokságon ugyanebben a számban nem jutott döntőbe, a 13. helyen végzett.
2021 májusában a Budapesten rendezett Európa-bajnokságon nem sikerült sorozatban negyedik aranyérmét is megnyernie 400 méteres vegyesúszásban, a 4. helyen végzett. A tokiói olimpián 400 méteres vegyesúszásban döntőbe jutott, ahol a negyedik helyen végzett.
A 2022-es világbajnokságon nem indult. Az Európa-bajnokságon 400 m vegyesen második lett.

## Rekordjai

### 1500 m gyors
- 15:14,68 (2007. március 31., Melbourne) országos csúcs

## Magyar bajnokság
|                        | 2003 | 2004 | 2005 | 2006 | 2007 | 2008 | 2009 | 2010 | 2011 | 2012 | 2013 | 2014 | 2017 | 2018 | 2019 | 2020 | 2022 | 2023 | 2024 |
| ---------------------- | ---- | ---- | ---- | ---- | ---- | ---- | ---- | ---- | ---- | ---- | ---- | ---- | ---- | ---- | ---- | ---- | ---- | ---- | ---- |
| 200 m gyors            |      |      | 7.   |      | 3.   |      | 5.   |      | 4.   | 6.   | 5.   | 3.   |      |      |      |      |      |      |      |
| 400 m gyors            |      |      | 8.   |      | 3.   |      |      |      |      |      |      |      | 3.   |      |      |      | 5.   |      |      |
| 800 m gyors            |      |      | 3.   |      |      |      |      |      |      |      |      |      |      |      | 6.   |      |      |      |      |
| 1500 m gyors           | 4.   |      | 3.   |      |      |      |      |      |      |      |      |      |      |      |      |      |      |      |      |
| 50 mell                |      |      |      |      |      |      | 5.   |      | 6.   | 6.   | 8.   |      |      |      |      |      |      | 3.   |      |
| 100 mell               |      |      |      |      |      |      |      |      |      |      |      |      | 5.   | 7.   | 6.   |      |      |      |      |
| 200 mell               |      |      |      |      |      |      |      |      | 2.   | 3.   |      | 2.   |      |      |      |      |      | 3.   |      |
| 100 m hát              |      |      |      |      |      |      |      |      |      |      | 7.   |      | 7.   |      | 8.   |      |      |      |      |
| 200 m hát              |      |      | 6.   |      | 4.   |      | 3.   | 3.   | 3.   | 3.   | 5.   | 4.   |      |      |      |      |      |      |      |
| 100 m pillangó         |      |      |      |      | 6.   |      |      |      |      |      | 6.   |      | 6.   |      |      | 8.   |      |      |      |
| 200 m pillangó         |      |      | 6.   |      | 4.   |      |      | 4.   | 3.   | 3.   | 4.   | 4.   | 6.   |      |      | 3.   |      | 6.   |      |
| 200 m vegyes           | 4.   | 4.   | 4.   | 3.   | 3.   | 2.   | 2.   | 3.   |      |      | 2.   |      |      | 2.   | 3.   |      |      |      | 4.   |
| 400 m vegyes           | 3.   | 1.   | 3.   | 2.   |      | 2.   |      |      |      |      |      |      |      | 1.   | 1.   | 1.   | 4.   |      | 5.   |
| 4 × 100 m gyors        |      |      |      |      |      |      | 4.   | 3.   | 2.   | 3.   |      | 2.   | 4.   |      |      |      |      | 7.   |      |
| 4 × 200 m gyors        |      |      | 2.   |      | 3.   | 2.   | 2.   | 2.   | 2.   | 1.   | 1.   |      |      | 3.   | 3.   |      | 5.   |      | 3.   |
| 4 × 100 m vegyes       |      |      |      |      | 3.   |      | 2.   | 2.   |      | 4.   | 3.   | 2.   | 3.   | 6.   | 4.   |      | 5.   | 4.   |      |
| 4 × 100 m gyors (mix)  |      |      |      |      |      |      |      |      |      |      |      |      | 2.   | 5.   |      |      |      |      |      |
| 4 × 100 m vegyes (mix) |      |      |      |      |      |      |      |      |      |      |      |      | 1.   |      |      |      |      |      |      |

## Rekordjai

### 1500 m gyors
- 15:14,68 (2007. március 31., Melbourne) országos csúcs

## Családja
Testvére Verrasztó Evelyn, édesanyja Gyúró Mónika, édesapja Verrasztó Zoltán szintén úszók. Felesége Verrasztó-Benedek Réka.

## Díjai, elismerései
- Nemzeti Sportszövetség Az év utánpótláskorú sportolója, harmadik helyezett (2005)